# كلنكوة أنغولية
كلنكوة أنغولية (الاسم العلمي:Kalanchoe angolensis) هي نوع من النباتات تتبع جنس الكلنكوة من الفصيلة ال كرسولية.